# FASTK
FASTK (англ. Fas activated serine/threonine kinase) – білок, який кодується однойменним геном, розташованим у людей на короткому плечі 7-ї хромосоми. Довжина поліпептидного ланцюга білка становить 549 амінокислот, а молекулярна маса — 61 104.
| 10         |  | 20         |  | 30         |  | 40         |  | 50         |
| ---------- |  | ---------- |  | ---------- |  | ---------- |  | ---------- |
| MRRPRGEPGP |  | RAPRPTEGAT |  | CAGPGESWSP |  | SPNSMLRVLL |  | SAQTSPARLS |
| GLLLIPPVQP |  | CCLGPSKWGD |  | RPVGGGPSAG |  | PVQGLQRLLE |  | QAKSPGELLR |
| WLGQNPSKVR |  | AHHYSVALRR |  | LGQLLGSRPR |  | PPPVEQVTLQ |  | DLSQLIIRNC |
| PSFDIHTIHV |  | CLHLAVLLGF |  | PSDGPLVCAL |  | EQERRLRLPP |  | KPPPPLQPLL |
| RGGQGLEAAL |  | SCPRFLRYPR |  | QHLISSLAEA |  | RPEELTPHVM |  | VLLAQHLARH |
| RLREPQLLEA |  | IAHFLVVQET |  | QLSSKVVQKL |  | VLPFGRLNYL |  | PLEQQFMPCL |
| ERILAREAGV |  | APLATVNILM |  | SLCQLRCLPF |  | RALHFVFSPG |  | FINYISGTPH |
| ALIVRRYLSL |  | LDTAVELELP |  | GYRGPRLPRR |  | QQVPIFPQPL |  | ITDRARCKYS |
| HKDIVAEGLR |  | QLLGEEKYRQ |  | DLTVPPGYCT |  | DFLLCASSSG |  | AVLPVRTQDP |
| FLPYPPRSCP |  | QGQAASSATT |  | RDPAQRVVLV |  | LRERWHFCRD |  | GRVLLGSRAL |
| RERHLGLMGY |  | QLLPLPFEEL |  | ESQRGLPQLK |  | SYLRQKLQAL |  | GLRWGPEGG  |

A: Аланін

C: Цистеїн

D: Аспарагінова кислота

E: Глутамінова кислота

F: Фенілаланін

G: Гліцин

H: Гістидин

I: Ізолейцин

K: Лізин

L: Лейцин

M: Метіонін

N: Аспарагін

P: Пролін

Q: Глутамін

R: Аргінін

S: Серин

T: Треонін

V: Валін

W: Триптофан

Кодований геном білок за функціями належить до трансфераз, кіназ, серин/треонінових протеїнкіназ, фосфопротеїнів. 
Задіяний у таких біологічних процесах, як апоптоз, альтернативний сплайсинг. 
Білок має сайт для зв'язування з АТФ, нуклеотидами, РНК. 
Локалізований у мітохондрії.